# 中興野 (新潟市)
中興野（なかごうや）は、新潟県新潟市東区の町字。丁番を持たない単独町名であり、住居表示実施済み区域。郵便番号は950-0803。

## 概要
1889年（明治22年）から現在の大字。及び2003年（平成15年）から現在までの町名。阿賀野川下流左岸に位置する。
もとは江戸時代から1889年（明治22年）まであった中興野の区域の一部。

### 隣接する町字
北から東回り順に、以下の町字と隣接する。
- 一日市
- 本所
- 柳ヶ丘

## 歴史
開発年代は不明。

### 分立した町字
1889年（明治22年）以後に、以下の町字が分立。
柳ヶ丘（やなぎがおか）
2003年（平成15年）10月20日に分立した町字。

### 年表
- 1889年（明治22年）4月1日 : 合併により日本岡村の大字となる。
- 1901年（明治34年）11月1日 : 合併により大形村の大字となる。
- 1943年（昭和18年）6月1日 : 合併により新潟市の大字となる。
- 2003年（平成15年）10月20日 : 住居表示を実施[6]。
- 2007年（平成19年）4月1日 : 新潟市の政令指定都市移行により、東区の大字となる。

## 世帯数と人口
2018年（平成30年）1月31日現在の世帯数と人口は以下の通りである。
| 町丁   | 世帯数  | 人口  |
| ------ | ------- | ----- |
| 中興野 | 133世帯 | 277人 |

## 小・中学校の学区
市立小・中学校に通う場合、学区は以下の通りとなる。
| 番地 | 小学校             | 中学校             |
| ---- | ------------------ | ------------------ |
| 全域 | 新潟市立大形小学校 | 新潟市立大形中学校 |

## 交通

### 道路
- 新潟県道3号新潟新発田村上線
- 新潟県道17号新潟村松三川線